# Красный Яр (Камчатский край)
Красный Яр — бывшее село в Усть-Камчатском районе Камчатского края России.
Расположено на правом берегу реки Камчатка, в 181 км от устья.
Основано в 1926 году бывшими жителями села Кресты, вынужденными сюда переселится из-за постоянных наводнений. Планировалось в Красный Яр в 1931 году переселить 633 человека, что так и не было осуществлено. В то же время был организован колхоз «Красное знамя».
Село официально ликвидировано 29 марта 1968 года. Его жители переехали в близлежащие сёла Майское, Козыревск, Ключи.